# Карпівка (Крупський район)
Карпівка (біл. вёска Карпаўка) — село в складі Крупського району Мінської області, Білорусь. Село підпорядковане Крупській сільській раді, розташоване в східній частині області.